# لو كولومبو
لو كولومبو (بالإيطالية: Lu Colombo)‏ هي مغنية إيطالية، ولدت في 3 يوليو 1952 في ميلانو في إيطاليا.

## وصلات خارجية
- الموقع الرسمي
- لو كولومبو على موقع ميوزك برينز (الإنجليزية)
- لو كولومبو على موقع ميوزك برينز (الإنجليزية)
- لو كولومبو على موقع أول ميوزيك (الإنجليزية)
- لو كولومبو على موقع ديسكوغز (الإنجليزية)